# Mark Forster/Diskografie
Diese Diskografie ist eine Übersicht über die musikalischen Werke des deutschen Popsängers Mark Forster. Den Schallplattenauszeichnungen zufolge hat er bisher mehr als 7,9 Millionen Tonträger verkauft, davon alleine in seiner Heimat bis heute über 7,5 Millionen, womit er zu den Musikern mit den meisten verkauften Tonträgern in Deutschland zählt. Seine erfolgreichste Veröffentlichung ist die Single Au revoir mit über 1.045.000 verkauften Einheiten. Die Single verkaufte sich alleine in Deutschland über eine Million Mal, womit das Stück zu den meistverkauften Singles in Deutschland zählt.

## Alben

### Studioalben
| Jahr | Titel Musiklabel                 | Höchstplatzierung, Gesamtwochen, AuszeichnungChartplatzierungen (Jahr, Titel, Musiklabel, Platzierungen, Wochen, Auszeichnungen, Anmerkungen) | Höchstplatzierung, Gesamtwochen, AuszeichnungChartplatzierungen (Jahr, Titel, Musiklabel, Platzierungen, Wochen, Auszeichnungen, Anmerkungen) | Höchstplatzierung, Gesamtwochen, AuszeichnungChartplatzierungen (Jahr, Titel, Musiklabel, Platzierungen, Wochen, Auszeichnungen, Anmerkungen) | Anmerkungen                                                 |
| Jahr | Titel Musiklabel                 | DE | AT | CH | Anmerkungen                                                 |
| ---- | -------------------------------- | --- | --- | --- | ----------------------------------------------------------- |
| 2012 | Karton Four Music (Sony)         | DE45 Gold · (7 Wo.)DE | — | — | Erstveröffentlichung: 1. Juni 2012 Verkäufe: + 100.000      |
| 2014 | Bauch und Kopf Four Music (Sony) | DE10 ×5Fünffachgold · (117 Wo.)DE | AT35 (14 Wo.)AT | CH37 (18 Wo.)CH | Erstveröffentlichung: 16. Mai 2014 Verkäufe: + 500.000      |
| 2016 | Tape Four Music (Sony)           | DE2 ×5Fünffachgold · (133 Wo.)DE | AT2 Platin · (84 Wo.)AT | CH7 Platin · (90 Wo.)CH | Erstveröffentlichung: 3. Juni 2016 Verkäufe: + 535.000      |
| 2018 | Liebe Four Music (Sony)          | DE3 Gold · (106 Wo.)DE | AT5 Gold · (51 Wo.)AT | CH8 Gold · (52 Wo.)CH | Erstveröffentlichung: 16. November 2018 Verkäufe: + 117.500 |
| 2021 | Musketiere Four Music (Sony)     | DE2 (19 Wo.)DE | AT4 (4 Wo.)AT | CH3 (4 Wo.)CH | Erstveröffentlichung: 13. August 2021                       |
| 2023 | Supervision Four Music (Sony)    | DE3 (5 Wo.)DE | AT9 (1 Wo.)AT | CH16 (1 Wo.)CH | Erstveröffentlichung: 20. Oktober 2023                      |

### Livealben
| Jahr | Titel Musiklabel                      | Höchstplatzierung, Gesamtwochen, AuszeichnungChartplatzierungen (Jahr, Titel, Musiklabel, Platzierungen, Wochen, Auszeichnungen, Anmerkungen) | Höchstplatzierung, Gesamtwochen, AuszeichnungChartplatzierungen (Jahr, Titel, Musiklabel, Platzierungen, Wochen, Auszeichnungen, Anmerkungen) | Höchstplatzierung, Gesamtwochen, AuszeichnungChartplatzierungen (Jahr, Titel, Musiklabel, Platzierungen, Wochen, Auszeichnungen, Anmerkungen) | Anmerkungen                                                                            |
| Jahr | Titel Musiklabel                      | DE | AT | CH | Anmerkungen                                                                            |
| ---- | ------------------------------------- | --- | --- | --- | -------------------------------------------------------------------------------------- |
| 2015 | Bauch und Kopf live Four Music (Sony) | DE*DE | — | — | Erstveröffentlichung: 28. August 2015 * Verkäufe werden dem Studioalbum hinzuaddiert   |
| 2019 | Liebe s/w Four Music (Sony)           | DE*DE | — | — | Erstveröffentlichung: 29. November 2019 * Verkäufe werden dem Studioalbum hinzuaddiert |

## Singles

### Als Leadmusiker

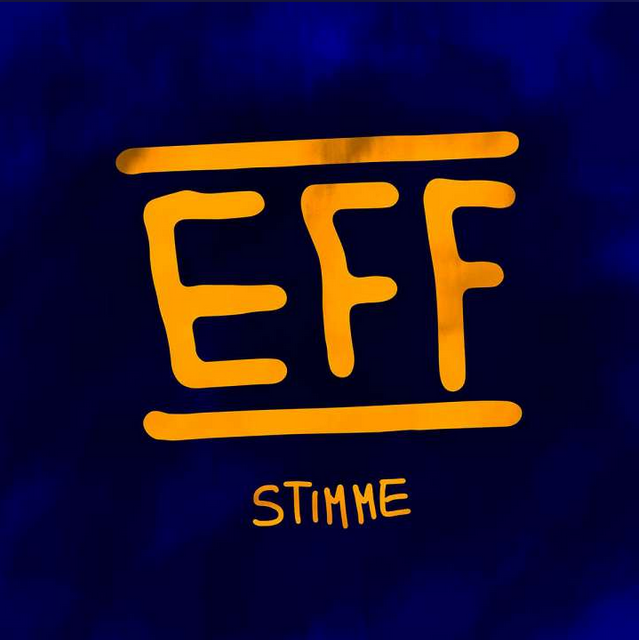
Frontcover zu Stimme

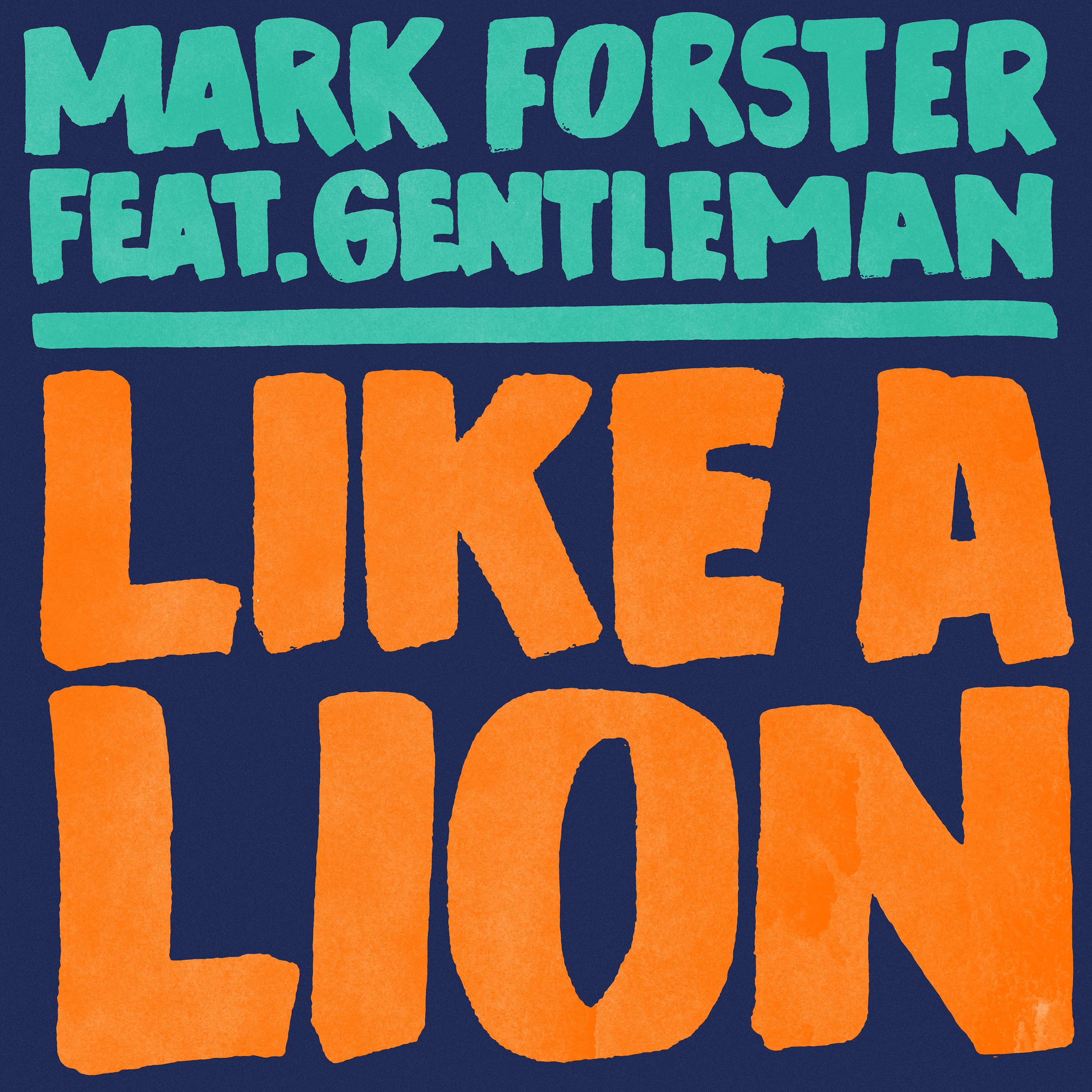
Frontcover zu Like a Lion

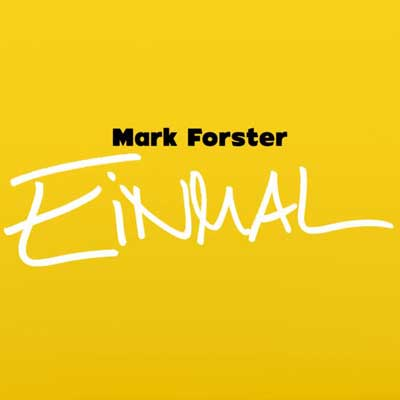
Frontcover zu Einmal

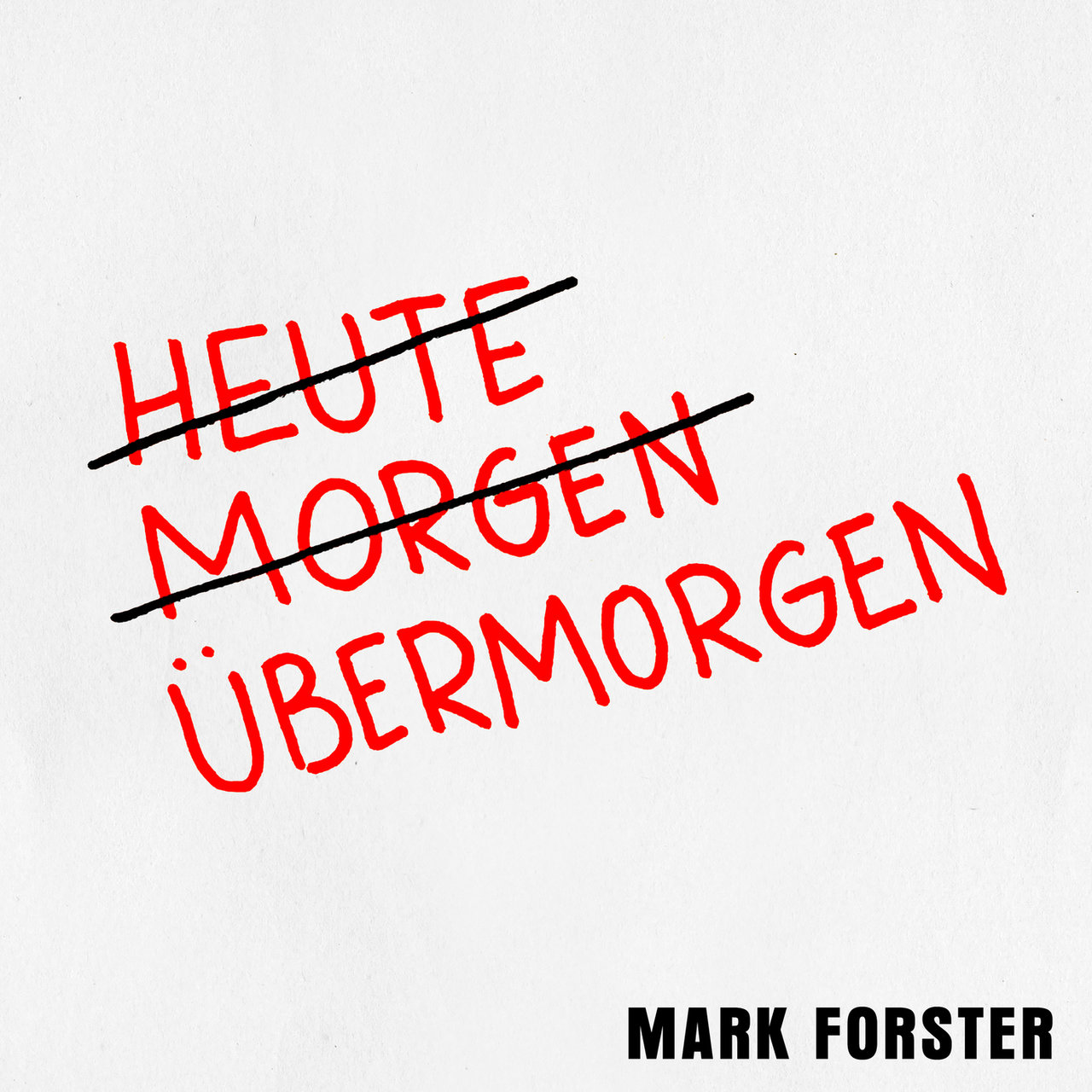
Frontcover zu Übermorgen

| Jahr | Titel Album                                                 | Höchstplatzierung, Gesamtwochen, AuszeichnungChartplatzierungen (Jahr, Titel, Album, Platzierungen, Wochen, Auszeichnungen, Anmerkungen) | Höchstplatzierung, Gesamtwochen, AuszeichnungChartplatzierungen (Jahr, Titel, Album, Platzierungen, Wochen, Auszeichnungen, Anmerkungen) | Höchstplatzierung, Gesamtwochen, AuszeichnungChartplatzierungen (Jahr, Titel, Album, Platzierungen, Wochen, Auszeichnungen, Anmerkungen) | Anmerkungen                                                                                             |
| Jahr | Titel Album                                                 | DE | AT | CH | Anmerkungen                                                                                             |
| --- | ----------------------------------------------------------- | --- | --- | --- | --- |
| 2012 | Auf dem Weg Karton                                          | DE49 (13 Wo.)DE | — | — | Erstveröffentlichung: 18. Mai 2012                                                                      |
| 2012 | Zu dir (weit weg) Karton                                    | DE64 (1 Wo.)DE | — | — | Erstveröffentlichung: 19. Oktober 2012                                                                  |
| 2014 | Au revoir Bauch und Kopf                                    | DE2 Diamant · (65 Wo.)DE | AT2 Gold · (50 Wo.)AT | CH6 Platin · (41 Wo.)CH | Erstveröffentlichung: 9. Mai 2014 Verkäufe: + 1.045.000; feat. Sido                                     |
| 2014 | Flash mich Bauch und Kopf                                   | DE11 Platin · (47 Wo.)DE | AT10 (33 Wo.)AT | — | Erstveröffentlichung: 12. Dezember 2014 Verkäufe: + 300.000                                             |
| 2015 | Bauch und Kopf                                              | DE15 Gold · (24 Wo.)DE | AT69 (2 Wo.)AT | — | Erstveröffentlichung: 21. August 2015 Verkäufe: + 150.000                                               |
| 2015 | Stimme I                                                    | DE1 Platin · (31 Wo.)DE | AT10 (24 Wo.)AT | CH26 (16 Wo.)CH | Erstveröffentlichung: 27. November 2015 Verkäufe: + 400.000; mit Felix Jaehn als Eff                    |
| 2016 | Wir sind groß Tape                                          | DE3 Platin · (29 Wo.)DE | AT18 Gold · (20 Wo.)AT | CH16 Platin · (20 Wo.)CH | Erstveröffentlichung: 1. April 2016 Verkäufe: + 445.000                                                 |
| 2016 | Chöre Tape                                                  | DE2 Platin · (37 Wo.)DE | AT2 Gold · (24 Wo.)AT | CH7 Platin · (37 Wo.)CH | Erstveröffentlichung: 28. Oktober 2016 Verkäufe: + 445.000                                              |
| 2017 | Sowieso Tape                                                | DE22 ×3Dreifachgold · (31 Wo.)DE | AT7 Gold · (28 Wo.)AT | CH23 Gold · (27 Wo.)CH | Erstveröffentlichung: 21. April 2017 Verkäufe: + 625.000                                                |
| 2017 | Kogong Tape (Kogong Version)                                | DE34 Gold · (17 Wo.)DE | AT7 Gold · (16 Wo.)AT | CH9 Gold · (18 Wo.)CH | Erstveröffentlichung: 22. September 2017 Verkäufe: + 225.000                                            |
| 2018 | Like a Lion –                                               | DE38 (5 Wo.)DE | — | CH64 (1 Wo.)CH | Erstveröffentlichung: 13. April 2018 feat. Gentleman                                                    |
| 2018 | Einmal Liebe                                                | DE24 Gold · (18 Wo.)DE | AT39 (9 Wo.)AT | CH56 Gold · (8 Wo.)CH | Erstveröffentlichung: 5. Oktober 2018 Verkäufe: + 210.000                                               |
| 2019 | 747 Liebe                                                   | — | — | — | Erstveröffentlichung: 19. April 2019                                                                    |
| 2019 | 194 Länder Liebe                                            | DE13 ×3Dreifachgold · (34 Wo.)DE | AT14 (28 Wo.)AT | CH48 Platin · (16 Wo.)CH | Erstveröffentlichung: 13. September 2019 Verkäufe: + 620.000                                            |
| 2019 | Wie früher mal dich Liebe s/w                               | — | — | — | Erstveröffentlichung: 29. November 2019                                                                 |
| 2020 | Übermorgen Musketiere                                       | DE7 ×3Dreifachgold · (56 Wo.)DE | AT10 Platin · (43 Wo.)AT | CH18 Platin · (44 Wo.)CH | Erstveröffentlichung: 1. Mai 2020 Verkäufe: + 650.000                                                   |
| 2020 | Bist du okay Musketiere                                     | DE11 Gold · (25 Wo.)DE | AT46 Gold · (9 Wo.)AT | CH55 (1 Wo.)CH | Erstveröffentlichung: 25. September 2020 Verkäufe: + 215.000; feat. Vize                                |
| 2021 | Ich frag die Maus –                                         | DE88 (1 Wo.)DE | — | — | Erstveröffentlichung: 26. Februar 2021 Original: Hans Posegga – Die Sendung mit der Maus (Titelmelodie) |
| 2021 | Drei Uhr nachts Musketiere                                  | DE15 Platin · (35 Wo.)DE | AT32 Platin · (15 Wo.)AT | CH68 (1 Wo.)CH | Erstveröffentlichung: 9. April 2021 Verkäufe: + 430.000; feat. Lea                                      |
| 2021 | Musketiere                                                  | DE— aDE | — | — | Erstveröffentlichung: 16. Juli 2021                                                                     |
| 2022 | Memories & Stories Die drei ??? – Erbe des Drachen (O.S.T.) | DE93 (1 Wo.)DE | — | — | Erstveröffentlichung: 13. Oktober 2022                                                                  |
| 2023 | Wenn du mich vergisst Supervision                           | DE16 (9 Wo.)DE | AT37 (1 Wo.)AT | — | Erstveröffentlichung: 23. Juni 2023 feat. Kontra K                                                      |
| 2023 | Genug Supervision                                           | DE— bDE | — | — | Erstveröffentlichung: 28. Juli 2023 Original: Bronski Beat – Smalltown Boy                              |
| 2023 | Farben leuchten Schwarz Supervision                         | DE— cDE | — | — | Erstveröffentlichung: 6. Oktober 2023 feat. Clueso                                                      |
| 2024 | Eine Stunde Schlaf –                                        | — | — | — | Erstveröffentlichung: 22. Februar 2024 feat. Luna                                                       |
| 2024 | Wenn du mich rufst –                                        | DE— dDE | — | — | Erstveröffentlichung: 17. Mai 2024                                                                      |
| Folgende Lieder erschienen nicht als Single, wurden aber durch das Album zum Download und Streaming bereitgestellt und konnten somit eine Platzierung erlangen: |                                                             | | | | |
| |                                                             | | | | |
| 2017 | Flüsterton Tape                                             | — | — | CH93 (1 Wo.)CH | Charteinstieg: 28. Mai 2017                                                                             |
| 2021 | Willst du mich Musketiere                                   | DE— eDE | — | — | Videoauskopplung: 13. August 2021 Charteinstieg: 20. August 2021; feat. Mathea                          |

### Als Gastmusiker
| Jahr | Titel Album                     | Höchstplatzierung, Gesamtwochen, AuszeichnungChartplatzierungen (Jahr, Titel, Album, Platzierungen, Wochen, Auszeichnungen, Anmerkungen) | Höchstplatzierung, Gesamtwochen, AuszeichnungChartplatzierungen (Jahr, Titel, Album, Platzierungen, Wochen, Auszeichnungen, Anmerkungen) | Höchstplatzierung, Gesamtwochen, AuszeichnungChartplatzierungen (Jahr, Titel, Album, Platzierungen, Wochen, Auszeichnungen, Anmerkungen) | Anmerkungen                                                                           |
| Jahr | Titel Album                     | DE | AT | CH | Anmerkungen                                                                           |
| --- | ------------------------------- | --- | --- | --- | ------------------------------------------------------------------------------------- |
| 2013 | Einer dieser Steine 30-11-80    | DE4 Platin · (17 Wo.)DE | AT12 (8 Wo.)AT | CH8 (10 Wo.)CH | Erstveröffentlichung: 15. November 2013 Verkäufe: + 300.000; Sido feat. Mark Forster  |
| 2015 | Maniac Dein Song 2015 (Sampler) | DE99 (1 Wo.)DE | — | — | Erstveröffentlichung: 6. März 2015 Victoria Conrady & Mark Forster                    |
| 2019 | Warte mal –                     | — | — | CH71 (1 Wo.)CH | Erstveröffentlichung: 10. November 2019 Fidi Steinbeck feat. Mark Forster             |
| 2021 | Above and Beyond –              | — | — | — | Erstveröffentlichung: 17. Dezember 2021 Florian & Charlene Gallant feat. Mark Forster |
| 2022 | Merry X (Santa der Boss) –      | — | — | — | Erstveröffentlichung: 23. Dezember 2022 Julien Bam feat. Mark Forster                 |
| 2024 | Schwarzer Toyota –              | DE9 (4 Wo.)DE | AT11 (3 Wo.)AT | CH55 (1 Wo.)CH | Erstveröffentlichung: 9. Februar 2024 Skrt Cobain feat. Mark Forster & Ski Aggu       |
| Folgende Lieder erschienen nicht als Single, wurden aber durch das Album zum Download und Streaming bereitgestellt und konnten somit eine Platzierung erlangen: |                                 | | | |                                                                                       |
| |                                 | | | |                                                                                       |
| 2017 | Das Original Nichts war umsonst | DE59 (1 Wo.)DE | — | — | Charteinstieg: 10. November 2017 Prinz Pi feat. Mark Forster                          |

## Musikvideos
| Jahr | Titel                   | Regie                                              |
| ---- | ----------------------- | -------------------------------------------------- |
| 2012 | Auf dem Weg             | Daniel Franke, Sander Houtkruijer                  |
| 2012 | Zu dir (weit weg)       | Caspar-Jan Hogerzeil                               |
| 2013 | Ich und du              |                                                    |
| 2013 | Einer dieser Steine     | Joern Heitmann                                     |
| 2014 | Au revoir               | Kim Frank                                          |
| 2014 | Flash mich              | Kim Frank                                          |
| 2015 | Maniac                  | Andreas Z. Simon                                   |
| 2015 | Bauch und Kopf          | Kim Frank                                          |
| 2016 | Wir sind groß           | Kim Frank                                          |
| 2016 | Chöre                   | Kim Frank                                          |
| 2017 | Sowieso                 | Kim Frank                                          |
| 2017 | Kogong                  | Kim Frank                                          |
| 2018 | Like a Lion             | Kim Frank                                          |
| 2018 | Einmal                  | Kim Frank                                          |
| 2018 | Chip In                 | Robert Winter                                      |
| 2019 | 747                     | Kim Frank                                          |
| 2019 | 194 Länder              | Kim Frank                                          |
| 2019 | Warte mal               | Urs Mader                                          |
| 2019 | Wie früher mal dich     | Urs Mader                                          |
| 2020 | Übermorgen              | Kim Frank                                          |
| 2020 | Bist du okay            | Kim Frank                                          |
| 2021 | Oh Yeah!                | Alexander Gellner                                  |
| 2021 | Ich frag die Maus       | Kim Frank                                          |
| 2021 | Drei Uhr nachts         | Kim Frank                                          |
| 2021 | Elektriktrick           | Sven Unterwaldt                                    |
| 2021 | Musketiere              | Kim Frank                                          |
| 2021 | Willst du mich          | Kim Frank                                          |
| 2022 | Memories & Stories      |                                                    |
| 2023 | Wenn du mich vergisst   | Kim Frank                                          |
| 2023 | Genug                   | Kim Frank                                          |
| 2023 | Farben leuchten Schwarz | Kim Frank                                          |
| 2024 | Schwarzer Toyota        | Sebastian Schuster                                 |
| 2024 | Wenn du mich rufst      | Frederic Blindow, Furkan Cetin, Sebastian Schuster |

## Autorenbeteiligungen und Produktionen
Mark Forster als Autor (A) und Produzent (P) in den Charts

| Jahr | Titel Interpretation          | Höchstplatzierung, Gesamtwochen, AuszeichnungChartplatzierungen (Jahr, Titel, Interpretation, Platzierungen, Wochen, Auszeichnungen, Anmerkungen) | Höchstplatzierung, Gesamtwochen, AuszeichnungChartplatzierungen (Jahr, Titel, Interpretation, Platzierungen, Wochen, Auszeichnungen, Anmerkungen) | Höchstplatzierung, Gesamtwochen, AuszeichnungChartplatzierungen (Jahr, Titel, Interpretation, Platzierungen, Wochen, Auszeichnungen, Anmerkungen) | Anmerkungen                                              |
| Jahr | Titel Interpretation          | DE | AT | CH | Anmerkungen                                              |
| --- | ----------------------------- | --- | --- | --- | -------------------------------------------------------- |
| 2015 | Welt hinter Glas A Max Mutzke | DE67 (6 Wo.)DE | — | — | Erstveröffentlichung: 24. Juli 2015                      |
| 2017 | Blau A, P Amanda feat. Sido   | DE30 Platin · (20 Wo.)DE | — | — | Erstveröffentlichung: 21. April 2017 Verkäufe: + 400.000 |
| 2018 | Zu dir A Lea                  | DE54 Gold · (21 Wo.)DE | — | — | Erstveröffentlichung: 22. Juni 2018 Verkäufe: + 200.000  |
| Folgende Lieder erschienen nicht als Single, wurden aber durch das Album zum Download und Streaming bereitgestellt und konnten somit eine Platzierung erlangen: |                               | | | |                                                          |
| |                               | | | |                                                          |
| 2013 | Fühl dich frei A Sido         | DE99 (1 Wo.)DE | — | — | Charteinstieg: 13. Dezember 2013                         |

## Promoveröffentlichungen
| Jahr | Titel Album                                                            | Anmerkungen                                                                                              |
| ---- | ---------------------------------------------------------------------- | --- |
| 2013 | Ich und du Sommer aus Papier                                           | Erstveröffentlichung: 8. März 2013 Anna Depenbusch feat. Mark Forster                                    |
| 2017 | Irgendwas bleibt Sing meinen Song – Das Tauschkonzert Vol. 4 (Sampler) | Erstveröffentlichung: 30. Mai 2017 Original: Silbermond                                                  |
| 2017 | Satellite Sing meinen Song – Das Tauschkonzert Vol. 4 (Sampler)        | Erstveröffentlichung: 6. Juni 2017 Original: Lena                                                        |
| 2017 | Was immer es ist Sing meinen Song – Das Tauschkonzert Vol. 4 (Sampler) | Erstveröffentlichung: 13. Juni 2017 Original: Glashaus                                                   |
| 2018 | Chip In Liebe                                                          | Erstveröffentlichung: 9. November 2018 feat. Maro & Maurice Kirya; #10 der deutschen Single-Trend-Charts |
| 2019 | Nimmerland s/w Liebe s/w                                               | Erstveröffentlichung: 22. November 2019                                                                  |
| 2021 | Elektriktrick Catweazle (O.S.T.)                                       | Erstveröffentlichung: 2. Juli 2021 mit Otto Waalkes                                                      |

## Sonderveröffentlichungen

### Alben
| Jahr | Titel Musiklabel               | Anmerkungen                                                                |
| ---- | ------------------------------ | -------------------------------------------------------------------------- |
| 2017 | Spotify Live Four Music (Sony) | Erstveröffentlichung: 2017 Vertrieb nur über den Streamingvertrieb Spotify |

### Lieder
| Jahr | Titel Album                                               | Anmerkungen                                                              |
| ---- | --------------------------------------------------------- | ------------------------------------------------------------------------ |
| 2012 | Ich und du Sommer aus Papier                              | Erstveröffentlichung: 5. Oktober 2012 Anna Depenbusch feat. Mark Forster |
| 2013 | Einer dieser Steine 30-11-80                              | Erstveröffentlichung: 29. November 2013 Sido feat. Mark Forster          |
| 2013 | Irgendwo wartet jemand 30-11-80                           | Erstveröffentlichung: 29. November 2013 Sido feat. Mark Forster          |
| 2014 | Camouflage                                                | Erstveröffentlichung: 22. August 2014 Nazar feat. Mark Forster           |
| 2015 | Worte die bleiben (Unplugged) MTV Unplugged in drei Akten | Erstveröffentlichung: 9. Oktober 2015 Revolverheld feat. Mark Forster    |
| 2016 | Der einzige Weg Das goldene Album                         | Erstveröffentlichung: 18. November 2016 Sido feat. Mark Forster          |
| 2017 | Karussell                                                 | Erstveröffentlichung: 23. Juni 2017 Amanda feat. Mark Forster            |
| 2017 | Das Original Nichts war umsonst                           | Erstveröffentlichung: 3. November 2017 Prinz Pi feat. Mark Forster       |
| 2021 | Oh Yeah!                                                  | Erstveröffentlichung: 22. Januar 2021 Dikka feat. Forsti                 |

| Jahr | Titel Album                                                               | Anmerkungen                                                           |
| ---- | ------------------------------------------------------------------------- | --------------------------------------------------------------------- |
| 2014 | Kommt ein Vogel geflogen Giraffenaffen 3                                  | Erstveröffentlichung: 14. November 2014                               |
| 2015 | Maniac Dein Song 2015                                                     | Erstveröffentlichung: 6. März 2015 mit Victoria Conrady               |
| 2015 | Jingle Bells, Schlittenfahrt im Schnee Giraffenaffen 4 – Winterzeit       | Erstveröffentlichung: 6. November 2015                                |
| 2017 | A Cowboys Work Is Never Done Sing meinen Song – Das Tauschkonzert Vol. 4  | Erstveröffentlichung: 9. Juni 2017 Original: The BossHoss             |
| 2017 | Dem Gone Sing meinen Song – Das Tauschkonzert Vol. 4                      | Erstveröffentlichung: 9. Juni 2017 Original: Gentleman                |
| 2017 | Fell in Love with an Alien Sing meinen Song – Das Tauschkonzert Vol. 4    | Erstveröffentlichung: 9. Juni 2017 Original: The Kelly Family         |
| 2017 | Irgendwas bleibt Sing meinen Song – Das Tauschkonzert Vol. 4              | Erstveröffentlichung: 9. Juni 2017 Original: Silbermond               |
| 2017 | Satellite Sing meinen Song – Das Tauschkonzert Vol. 4                     | Erstveröffentlichung: 9. Juni 2017 Original: Lena                     |
| 2017 | Was immer es ist Sing meinen Song – Das Tauschkonzert Vol. 4              | Erstveröffentlichung: 9. Juni 2017 Original: Glashaus                 |
| 2017 | Jingle Bells Sing meinen Song – Das Weihnachtskonzert Vol. 4              | Erstveröffentlichung: 28. November 2017 Original: James Lord Pierpont |
| 2017 | Lulajże, Jezuniu Sing meinen Song – Das Weihnachtskonzert Vol. 4          | Erstveröffentlichung: 28. November 2017                               |
| 2018 | Bow Before You Sing meinen Song – Das Tauschkonzert Vol. 5                | Erstveröffentlichung: 11. Mai 2018 Original: Rea Garvey               |
| 2018 | Flame Sing meinen Song – Das Tauschkonzert Vol. 5                         | Erstveröffentlichung: 11. Mai 2018 Original: Alphaville               |
| 2018 | I Couldn’t Care Less Sing meinen Song – Das Tauschkonzert Vol. 5          | Erstveröffentlichung: 11. Mai 2018 Original: Leslie Clio              |
| 2018 | Oder an die Freunde Sing meinen Song – Das Tauschkonzert Vol. 5           | Erstveröffentlichung: 11. Mai 2018 Original: Judith Holofernes        |
| 2018 | Nur die Liebe lässt uns Leben Sing meinen Song – Das Tauschkonzert Vol. 5 | Erstveröffentlichung: 11. Mai 2018 Original: Mary Roos                |
| 2018 | Wenn es um uns brennt Sing meinen Song – Das Tauschkonzert Vol. 5         | Erstveröffentlichung: 11. Mai 2018 Original: Johannes Strate          |
| 2018 | Last Christmas Sing meinen Song – Das Weihnachtskonzert Vol. 5            | Erstveröffentlichung: 23. November 2018 Original: Wham!               |
| 2018 | White Christmas Sing meinen Song – Das Weihnachtskonzert Vol. 5           | Erstveröffentlichung: 23. November 2018 Original: Bing Crosby         |

| Jahr | Titel Soundtrack                                   | Anmerkungen                                                                       |
| ---- | -------------------------------------------------- | --------------------------------------------------------------------------------- |
| 2016 | Regenbogen Trolls                                  | Erstveröffentlichung: 23. September 2016 mit Lena                                 |
| 2019 | Wo noch niemand war Die Eiskönigin II              | Erstveröffentlichung: 15. November 2019 Original: Idina Menzel – Into the Unknown |
| 2021 | Elektriktrick Catweazle                            | Erstveröffentlichung: 9. Juli 2021 mit Otto Waalkes                               |
| 2023 | Memories & Stories Die drei ??? – Erbe des Drachen | Erstveröffentlichung: 27. Januar 2023                                             |

## Statistik

### Chartauswertung
Die folgenden Aufstellungen beinhalten eine Übersicht der Charterfolge von Forster in den Album- und Singlecharts. Es ist zu beachten, dass bei den Singles nur Interpretationen und keine Autorenbeteiligungen oder Produktionen berücksichtigt wurden.
|                     | DE    | AT    | CH    |
| ------------------- | ----- | ----- | ----- |
| Nummer-eins-Alben   | DE—DE | AT—AT | CH—CH |
| Top-10-Alben        | DE5DE | AT4AT | CH3CH |
| Alben in den Charts | DE6DE | AT4AT | CH5CH |

|                       | DE     | AT     | CH     |
| --------------------- | ------ | ------ | ------ |
| Nummer-eins-Singles   | DE1DE  | AT—AT  | CH—CH  |
| Top-10-Singles        | DE7DE  | AT7AT  | CH4CH  |
| Singles in den Charts | DE23DE | AT16AT | CH16CH |

### Auszeichnungen für Musikverkäufe
Anmerkung: Auszeichnungen in Ländern aus den Charttabellen bzw. Chartboxen sind in ebendiesen zu finden.
| Land/RegionAuszeichnungen für Musikverkäufe (Land/Region, Auszeichnungen, Verkäufe, Quellen) | Gold       | Platin       | Diamant  | Verkäufe  | Quellen           |
| -------------------------------------------------------------------------------------------- | ---------- | ------------ | -------- | --------- | ----------------- |
| Deutschland (BVMI)                                                                           | 12× Gold12 | 14× Platin14 | Diamant1 | 7.550.000 | musikindustrie.de |
| Österreich (IFPI)                                                                            | 7× Gold7   | 3× Platin3   | —        | 172.500   | ifpi.at           |
| Schweiz (IFPI)                                                                               | 4× Gold4   | 6× Platin6   | —        | 190.000   | hitparade.ch      |
| Insgesamt                                                                                    | 23× Gold23 | 23× Platin23 | Diamant1 |           |                   |